# Exopolitika
Exopolitika je obor zabývající se zkoumáním klíčových jedinců, politických příslušníků, státních, vojenských i soukromých institucí, které se zabývají fenoménem UFO v souvislosti s mimozemskou hypotézou. Vychází z předpokladu, že Země byla v minulosti a je i v současnosti neustále navštěvována různými rasami mimozemšťanů nebo mezihvězdnými sondami.

## Hlavní cíle
Cílem je získávání svědectví od důvěryhodných lidí z oblasti státní správy, letectví, astronautiky, armády a politiky a tím zvyšování informovanosti veřejnosti.